# أوريكس دوالا
نادي أوريكس دوالا لكرة القدم (بالفرنسية: Oryx Douala)‏ نادي كرة قدم كاميروني دخل التاريخ كونة أول نادي يحرز دوري أبطال أفريقيا في أول بطولة عام 1964 ولكنها البطولة الأفريقية الوحيدة في سجل هذا النادي بل واختفي تماماً من الأدوار المتقدمة للبطولات الأفريقية.